# Jim Kelly (författare)
Jim Kelly, född 1957 i Barnet, London, är en brittisk författare och journalist.
Kelly har skrivit sex kriminalromaner (bland annat den prisbelönade The Water Clock) med den fiktiva journalisten Philip Dryden, som utspelar sig i Cambridgeshire-området i Storbritannien. Hans andra serie - med detektiven Peter Shaw - utspelar sig i norra Norfolk.

## Utgivet på svenska
- Vattenuret 2004
- Den förlorade sonen 2005
- Måntunneln 2006

## Priser och utmärkelser
- The Dagger in the Library 2006